# راس ماء (سیدی بلعباس)
راس ماء (سیدی بلعباس) (به عربی: رأس الماء) یک شهرداری و عوارض جغرافیایی در الجزایر است که در ناحیه رأس الماء واقع شده‌است. راس ماء ۱۸٬۶۴۴ نفر جمعیت دارد.